# 래리 마네티
래리 마네티(Larry Manetti, 1947년 7월 23일 ~ )는 미국의 텔레비전 배우, 영화배우이다.
시카고에서 태어났다.

## 방송
- 매그넘 P.I
- 제8 전투 비행대

## 영화
- 트릴로퀴스트 (2008년)
- 쿨 머니 (2005년)
- 스크램블드 에그스 (2004년) - 빅터 역
- 리플레이스먼트 (2000년)
- 노 투마로우 (1998년)
- 스카 시티 (1998년)
- 비상 탈출 (1996년)
- 마인드 스톰 (1996년)
- 크로푸트 (1995년)
- 미드나잇 런 - 제2탄 (1994년)
- 미드나잇 런 - 제3탄 (1994년)
- 미드나잇 런 - 제1탄 (1994년)
- CIA 암호명 알렉사 2 (1993년)
- 스냅드래곤 (1993년)
- 시티 레인져 (1993년)
- 레니게이드 (1992년)
- 죽음의 협상 (1990년)
- 매그넘 P.I. (1980년)
- 듀크 (1979년)
- 배틀스타 갤럭티카 - 78년 시리즈 (1978년)
- 제8 전투 비행대 (1976년)
- 형사 스타스키와 허치 (1975년)
- 샌프란시스코 수사반 (1972년)
- 119 구조대 (1972년)